# Alto Barinas
Pour les articles homonymes, voir Barinas.
Alto Barinas est l'une des quatorze paroisses civiles de la municipalité de Barinas dans l'État de Barinas au Venezuela. Sa capitale est Barinas, chef-lieu de la municipalité et capitale de l'État, dont elle abrite les quartiers ouest et sud. En 2011, sa population s'élève à 64 194 habitants et en 2018 à 88 680 habitants.

## Géographie

### Démographie
Hormis sa capitale Barinas dont elle abrite les quartiers ouest et sud, la paroisse civile possède plusieurs localités dont :
- Barinas
  - Alto Barinas
  - Alto Barinas Sur
  - La Colinas - Country Club
  - La Primavera
  - Santa Eduvigis
  - Vista Chaparro
- Campo Borburata
- Caroal
- Flor Amarillo
- La Aurorita
- La Salesiana
- Pagüecito
- Santa Teresa Sur

## Sources
- (es) Cet article est partiellement ou en totalité issu de l’article de Wikipédia en espagnol intitulé « Municipio Barinas » (voir la liste des auteurs).